# Alfred Jacomis
Pierre Henri Alfred Jacomis (* 9. Juli 1910 in Laveissière; † 17. Juni 2004 in Labège) war ein französischer Skisportler, der im Skilanglauf, Skispringen und Ski Alpin startete.
Jacomis, der für den Skiclub Albepierre startete, wurde im Jahr 1934 Skimeister der Auvergne. Bei seiner einzigen Teilnahme bei den Olympischen Winterspielen im Februar 1936 in Garmisch-Partenkirchen belegte er im Skilanglauf den 43. Platz über 18 km und zusammen mit Robert Gindre, Fernand Mermoud und Léonce Cretin den neunten Rang mit der Staffel und lief im folgenden Jahr bei den Nordischen Skiweltmeisterschaften 1937 in Chamonix auf den 34. Platz über 18 km und auf den achten Rang mit der Staffel. Im Jahr 1939 wurde er französischer Meister über 32 km.